# Calle de Córcega (Barcelona)
La calle de Córcega es una vía pública del Ensanche de Barcelona.

## Descripción
Lleva el nombre de Córcega, isla perteneciente a Francia y situada en el mar Mediterráneo. Aparece como la calle letra G en el Plan Cerdá. Su denominación actual ya aparece en la propuesta de rotulación de las calles del Ensanche que hizo el escritor, periodista y político barcelonés Víctor Balaguer. El nombre propuesto por Balaguer fue aprobado el 1 de enero de 1900. Limita al norte con la calle de París y al sur con la calle del Rosellón. Aparece descrita en el primer volumen de Las calles de Barcelona de Balaguer con las siguientes palabras:

CÓRCEGA (calle de). Otra de las del ensanche. Será la última de este, por ser ya la mas inmediata á Gracia, y de ella han de partir las de Marina, Cerdeña, Sicilia, Nápoles, Roger de Flor, Paseo de San Juan, Bailen, Gerona, Bruch, Lauria, Clarís, Paseo de Gracia, Rambla de Isabel II, Balmes, Universidad, Aribau, Muntaner, Casanova, Villaroel, Urgel, Borrell, Viladomat, Calabria, Rocafort, Entenza, Vilamarí, Llansa, Tarragona y Llobregat.

Diósele este nombre en recuerdo de haber un dia dominado en Córcega, con alta gloria, las armas de la Corona de Aragon, formando parte Córcega de las conquistas llevadas á cabo brillantemente por los monarcas de estirpe catalana.
Balaguer, 1865, p. 281